# Люйчунь
22°59′49″ пн. ш. 102°23′45″ сх. д. / 22.9969° пн. ш. 102.3957° сх. д.
Люйчунь (кит. 绿春县, пін. Lǜchūn Xiàn) — один із повітів КНР у складі Хунхе-Хані-Їської автономної префектури, провінція Юньнань. Адміністративний центр — містечко Дасін.

## Географія
Люйчунь лежить на півдні Юньнань-Гуйчжоуського плато у верхній течії річки Да.

### Клімат
Повіт знаходиться у зоні, котра характеризується океанічним кліматом субтропічних нагір'їв. Найтепліший місяць — червень із середньою температурою 20,3 °C. Найхолодніший місяць — грудень, із середньою температурою 11,7 °С.
| Клімат повіту Люйчунь   | Клімат повіту Люйчунь | Клімат повіту Люйчунь | Клімат повіту Люйчунь | Клімат повіту Люйчунь | Клімат повіту Люйчунь | Клімат повіту Люйчунь | Клімат повіту Люйчунь | Клімат повіту Люйчунь | Клімат повіту Люйчунь | Клімат повіту Люйчунь | Клімат повіту Люйчунь | Клімат повіту Люйчунь | Клімат повіту Люйчунь |
| Показник                | Січ.                  | Лют.                  | Бер.                  | Квіт.                 | Трав.                 | Черв.                 | Лип.                  | Серп.                 | Вер.                  | Жовт.                 | Лист.                 | Груд.                 | Рік                   |
| Середній максимум, °C   | 17,8                  | 20                    | 22,6                  | 24,5                  | 24,5                  | 24,5                  | 24,2                  | 24,9                  | 24,2                  | 22                    | 19,7                  | 17,3                  | 22,2                  |
| Середня температура, °C | 12,2                  | 14,2                  | 17,1                  | 19,1                  | 19,7                  | 20,3                  | 20,1                  | 20,2                  | 19,1                  | 17,2                  | 14,2                  | 11,7                  | 17,1                  |
| Середній мінімум, °C    | 8,8                   | 10,3                  | 13                    | 15                    | 16,4                  | 17,9                  | 17,8                  | 17,5                  | 16,4                  | 14,7                  | 11,2                  | 8,5                   | 14                    |
| Норма опадів, мм        | 29.7                  | 32.5                  | 48.4                  | 92                    | 273.5                 | 358.2                 | 438                   | 290.8                 | 196.8                 | 155.9                 | 94                    | 32.5                  | 2042.3                |
| Вологість повітря, %    | 75                    | 65                    | 61                    | 66                    | 78                    | 86                    | 88                    | 86                    | 84                    | 84                    | 81                    | 79                    | 77.8                  |
| ----------------------- | --------------------- | --------------------- | --------------------- | --------------------- | --------------------- | --------------------- | --------------------- | --------------------- | --------------------- | --------------------- | --------------------- | --------------------- | --------------------- |
| Джерело: data.cma.cn    |                       |                       |                       |                       |                       |                       |                       |                       |                       |                       |                       |                       |                       |